# Vingervijgje
Het vingervijgje (Argyroderma fissum (Haw.) L.Bolus syn. A. braunsii (Schwantes) etc.) is een vetplantje uit de IJskruidfamilie (Aizoaceae) en uit het geslacht Argyroderma dat endemisch is op de Knersvlakte in het noorden van de provincie West-Kaap van Zuid-Afrika. Het staat op de Zuid-Afrikaanse Rode Lijst als van minste zorg. Het komt vooral voor de op kwartsvelden van de Knersvlakte en is daar het zesde meest voorkomende plantje. Van de 11 soorten Argyroderma die daar (en daar alleen) voorkomen is het de minst gespecialiseerde soort. De andere zijn geheel gericht op het knersende kwarts waar een deel van de vlakte mee bedekt is.
De naam Argyroderma betekent zilverhuid en verwijst naar de zilvergrijze tint die de bladeren bezitten. Fissum betekent gespleten en verwijst naar de groeiwijze. Er zijn telkens twee dikke vingerachtige blaadjes die paarsgewijs groeien met een spleet ertussen. In de spleet kan een nieuw paar bladeren opduiken. Het plantje wordt niet meer dan 20 cm hoog. Het bloeit in midwinter met paarse bloemen die de typische vorm van de verwante hottentotvijg bezitten.
Het plantje wordt wel in de huiskamer gehouden en is middels zaad te vermeerderen, maar evenzeer via het uit elkaar halen van de nieuwe scheuten.